# Jerónimo Latorre
Jerónimo Latorre (fl. 1674-1699) fue un organista y maestro de capilla español, activo en Zaragoza.

## Vida
La primera noticia que se tiene de Latorre es del 20 de septiembre de 1674, en un comentario en las actas del cabildo de la Catedral de Zaragoza que lo coloca como ayudante del organista, en ese momento Andrés de Sola:

[...] admitióse por ayudante de organista para las ausencias y enfermedades de don Andrés de Sola, organista principal, a Jerónimo Latorre, alias el Cojo; y que se le dieran un pan de Evangelio en la limosna y un sueldo cada día en las fábricas.
Actas del cabildo

El texto indica que Latorre era conocido en la Catedral, por la familiaridad de llamarlo «el Cojo»; posiblemente se formó en la misma catedral. El hecho también indica que debía tener algún defecto físico que le producía cojera. Latorre dejó el cargo hacia 1677; un año y medio más tarde, el cargo de ayudante del organista de la Seo fue ocupado por Sebastián Durón.
Al dejar el cargo de primer organista Diego Xaraba, el cabildo del Pilar organizó unas oposiciones para cubrir la vacante. Latorre fue invitado a presentarse a los exámenes realizados en agosto de 1677, que ganó:

Propuso el Señor Deán si se había de probeer el órgano de la santa iglesia del Pilar, y habiendo resultado que sí, se proveyó en Jerónimo Latorre con el salario de doscientos escudos que se prometió en los edictos.
Actas del cabildo

Latorre aparece nombrado pocas veces en las actas del cabildo: una subida de salario; un permiso para ir a su tierra de visita; una amonestación para que toque el órgano él mismo; y finalmente un informe positivo para un la aceptación de un corneta. Tras el fallecimiento de Diego de Cáseda, maestro de capilla del Pilar, en septiembre de 1694, Jerónimo Latorre fue nombrado para el cargo, primero de forma interina y a partir del 5 de marzo de 1695 de forma permanente:

Los señores Arcediano de Belchite, Arcipreste de Santa María, y de Belchite, protestaron que no se pase a votar el magisterio de capilla del Santo Templo del Pilar, y en caso de hacerlo, dan la resolución por nula. El Cabildo pasó a votar por votos secretos dicho magisterio; y quedó nombrado Jerónimo Latorre, con el salario y gajes que tenía su antecesor.

En 1699 Latorre se hizo dominico y dejó su maestría:

Se leyó un memorial de Jerónimo Latorre en que da cuenta al Cabildo de haber tomado el hábito de religioso de Santo Domingo en el convento de San Ildefonso.

Posteriormente se le pierde el rastro.

## Obra
Se encuentran obras suyas en Jaca, Valencia, Monasterio de Guadalupe, Calatayud, Barcelona y, naturalmente, en Zaragoza, lo que indica el éxito de su obra.
En la Biblioteca de Cataluña se conserva un pliego impreso, Gozos de las virtudes y milagros del seráfico y gran patriarca san Bruno, fundador de la sagrada orden de la Cartuja, de 58 cm de alto, sobre el que se puede leer «Tono  nuevo, y propio a los sobredichos gozos, compuesto por el maestro Gerónimo de La Torre». La obra es un gozo a cuatro voces, dos tiples, un alto y un tenor, con acompañamiento. Los estudiosos Glòria Ballús y Antonio Ezquerro han atribuido este gozo a Latorre, a pesar de aparecer como «de la Torre» en el frontal.